# Аугсбургское временное постановление
Аугсбургское временное постановление, Аугсбургский интерим (лат. Augsburg Interim) — указ императора Священной Римской империи Карла V, изданный 15 мая 1548 года на рейхстаге в Аугсбурге после победы императора в Шмалькальденской войне 1546—1547 годов. Проект постановления был разработан теологами Иоганном Агриколой, Юлиусом фон Пфлугом и Михаэлем Хелдингом. Аугсбургское временное постановление явилось отражением попыток Карла V достичь конфессионального единства в империи.

## Содержание
Интерим предписывал протестантам признать главенство римского папы, принять концепцию пресуществления, жертву мессы, молитвы святым, тайную исповедь, оправдание делами и право церкви толковать Священное Писание; должны были сохранять экзорцизм, миро- и елеепомазание, а также облачения, украшения, кресты, алтари, свечи и изображения. В качестве незначительных уступок протестантам интерим разрешал уже женатым священникам проводить служение, не оставляя жен; и где был обычай раздавать причастие мирянам под обоими видами - как хлебом, так и вином (утраквизм), - там он сохранялся.

## Значение
Ярко выраженный прокатолический характер Аугсбургского временного постановления не удовлетворил не только протестантскую партию, но и католическую. Последнюю не столько самими уступками протестантам, сколько тем, как они были проведены: с точки зрения католической партии было недопустимо, чтобы император благодаря единовластию составлял и распространял вероисповедание. Однако интерим обеспечивал временное статус-кво в империи. Центр лютеранства сместился из Виттенберга в Марбург. Временное соглашение было подтверждено на Лейпцигском Интериме (22 декабря 1548 года) и окончательно прекратило действие в 1555 году с подписанием Аугсбургского религиозного мира.